# Comps-sur-Artuby
Comps-sur-Artuby ist eine französische Gemeinde mit 346 Einwohnern (Stand 1. Januar 2022) im Département Var in der Region Provence-Alpes-Côte d’Azur. Sie gehört zum Arrondissement Draguignan und ist Mitglied im Gemeindeverband Dracénie Provence Verdon Agglomération. Die Bewohner werden Compsois und Compsoises genannt.

## Geographie
Comps-sur-Artuby liegt in der Provence, etwa 19 km nördlich von Draguignan an der D955 Richtung Castellane. Die Gemeinde befindet sich im Regionalen Naturpark Verdon auf einem Hügel auf 900 Metern Höhe über dem Artuby, einem Fluss, der sich durch eine tiefe Schlucht windet und schließlich südöstlich von La Palud-sur-Verdon in den Verdon mündet.
Umgeben wird Comps-sur-Artuby von den acht Nachbargemeinden:
| Trigance      | Le Bourguet Brenon                          | Bargème  |
|               | Kompassrose, die auf Nachbargemeinden zeigt |          |
| Châteaudouble | Montferrat Bargemon                         | Seillans |

## Geschichte
Durch archäologische Befunde weiß man, dass die Gegend um Comps-sur-Artuby bereits in der Kupfersteinzeit und Eisenzeit besiedelt war.
In Quellen des 11. Jahrhunderts erscheint der Ort unter dem Namen in Cumbis. Die Herrschaft über den Ort oblag aufgrund einer Schenkung der Königin Johanna I. von Anjou zum Teil dem Haus Pontevès.
Im 13. Jahrhundert befand sich eine Komturei des Johanniterordens in Comps-sur-Artuby, die Karl von Durazzo belagerte und eroberte. Die Bevölkerung musste fliehen und gründete mehrere Dörfer in der Umgebung.

## Bevölkerungsentwicklung
| Comps-sur-Artuby: Einwohnerzahlen von 1793 bis 2016                                                                        | Comps-sur-Artuby: Einwohnerzahlen von 1793 bis 2016 | Comps-sur-Artuby: Einwohnerzahlen von 1793 bis 2016 | Comps-sur-Artuby: Einwohnerzahlen von 1793 bis 2016 | Comps-sur-Artuby: Einwohnerzahlen von 1793 bis 2016 |
| --- | --------------------------------------------------- | --------------------------------------------------- | --------------------------------------------------- | --------------------------------------------------- |
| Jahr |                                                     |                                                     |                                                     | Einwohner                                           |
| 1793 | 1793                                                |                                                     | 755                                                 | 755                                                 |
| 1800 | 1800                                                |                                                     | 739                                                 | 739                                                 |
| 1806 | 1806                                                |                                                     | 729                                                 | 729                                                 |
| 1821 | 1821                                                |                                                     | 809                                                 | 809                                                 |
| 1831 | 1831                                                |                                                     | 858                                                 | 858                                                 |
| 1836 | 1836                                                |                                                     | 839                                                 | 839                                                 |
| 1841 | 1841                                                |                                                     | 907                                                 | 907                                                 |
| 1846 | 1846                                                |                                                     | 900                                                 | 900                                                 |
| 1851 | 1851                                                |                                                     | 875                                                 | 875                                                 |
| 1856 | 1856                                                |                                                     | 827                                                 | 827                                                 |
| 1861 | 1861                                                |                                                     | 775                                                 | 775                                                 |
| 1866 | 1866                                                |                                                     | 810                                                 | 810                                                 |
| 1872 | 1872                                                |                                                     | 802                                                 | 802                                                 |
| 1876 | 1876                                                |                                                     | 810                                                 | 810                                                 |
| 1881 | 1881                                                |                                                     | 780                                                 | 780                                                 |
| 1886 | 1886                                                |                                                     | 942                                                 | 942                                                 |
| 1891 | 1891                                                |                                                     | 724                                                 | 724                                                 |
| 1896 | 1896                                                |                                                     | 613                                                 | 613                                                 |
| 1901 | 1901                                                |                                                     | 609                                                 | 609                                                 |
| 1906 | 1906                                                |                                                     | 622                                                 | 622                                                 |
| 1911 | 1911                                                |                                                     | 584                                                 | 584                                                 |
| 1921 | 1921                                                |                                                     | 444                                                 | 444                                                 |
| 1926 | 1926                                                |                                                     | 454                                                 | 454                                                 |
| 1931 | 1931                                                |                                                     | 406                                                 | 406                                                 |
| 1936 | 1936                                                |                                                     | 396                                                 | 396                                                 |
| 1946 | 1946                                                |                                                     | 344                                                 | 344                                                 |
| 1954 | 1954                                                |                                                     | 299                                                 | 299                                                 |
| 1962 | 1962                                                |                                                     | 282                                                 | 282                                                 |
| 1968 | 1968                                                |                                                     | 242                                                 | 242                                                 |
| 1975 | 1975                                                |                                                     | 206                                                 | 206                                                 |
| 1982 | 1982                                                |                                                     | 271                                                 | 271                                                 |
| 1990 | 1990                                                |                                                     | 272                                                 | 272                                                 |
| 1999 | 1999                                                |                                                     | 280                                                 | 280                                                 |
| 2006 | 2006                                                |                                                     | 320                                                 | 320                                                 |
| 2011 | 2011                                                |                                                     | 313                                                 | 313                                                 |
| 2016 | 2016                                                |                                                     | 382                                                 | 382                                                 |
| Quelle(n): EHESS/Cassini bis 1999, INSEE ab 2006 Anmerkung(en): Ab 1962 offizielle Zahlen ohne Einwohner mit Zweitwohnsitz |                                                     |                                                     |                                                     |                                                     |

## Sehenswürdigkeiten
- Das ehemals hoch auf einem Hügel gelegene Dorf wanderte im Lauf der Zeit talwärts. Vom ehemaligen Ort sind noch Überbleibsel der Befestigungsanlagen erhalten. Sehenswert ist auch die alte Brücke über den Artuby und die ehemalige Mühle am rechten Flussufer.
- Die ehemalige Kirche Saint-André, auch Templerkirche genannt, stammt aus dem 12. bis 13. Jahrhundert. Die Apsis ist mit einem Halbkugelförmigen Gewölbe versehen. Das zweijochige Kirchenschiff mit Spitzbögen hat keine Seitenschiffe. Der Seitenturm stammt aus dem 15. Jahrhundert, die beiden anderen aus dem 16. und 17. Jahrhundert. Sie ist seit 1891 als Monument historique klassifiziert.
- Die romanische Kapelle Saint-Jean aus dem 12. Jahrhundert ist wie die romanisch-provenzalische Kapelle Saint-Didier aus dem 13. Jahrhundert und die alte Bogenbrücke aus dem 17. Jahrhundert, die im Ortsteil La Souche den Artuby quert, jeweils als Monument historique eingeschrieben.

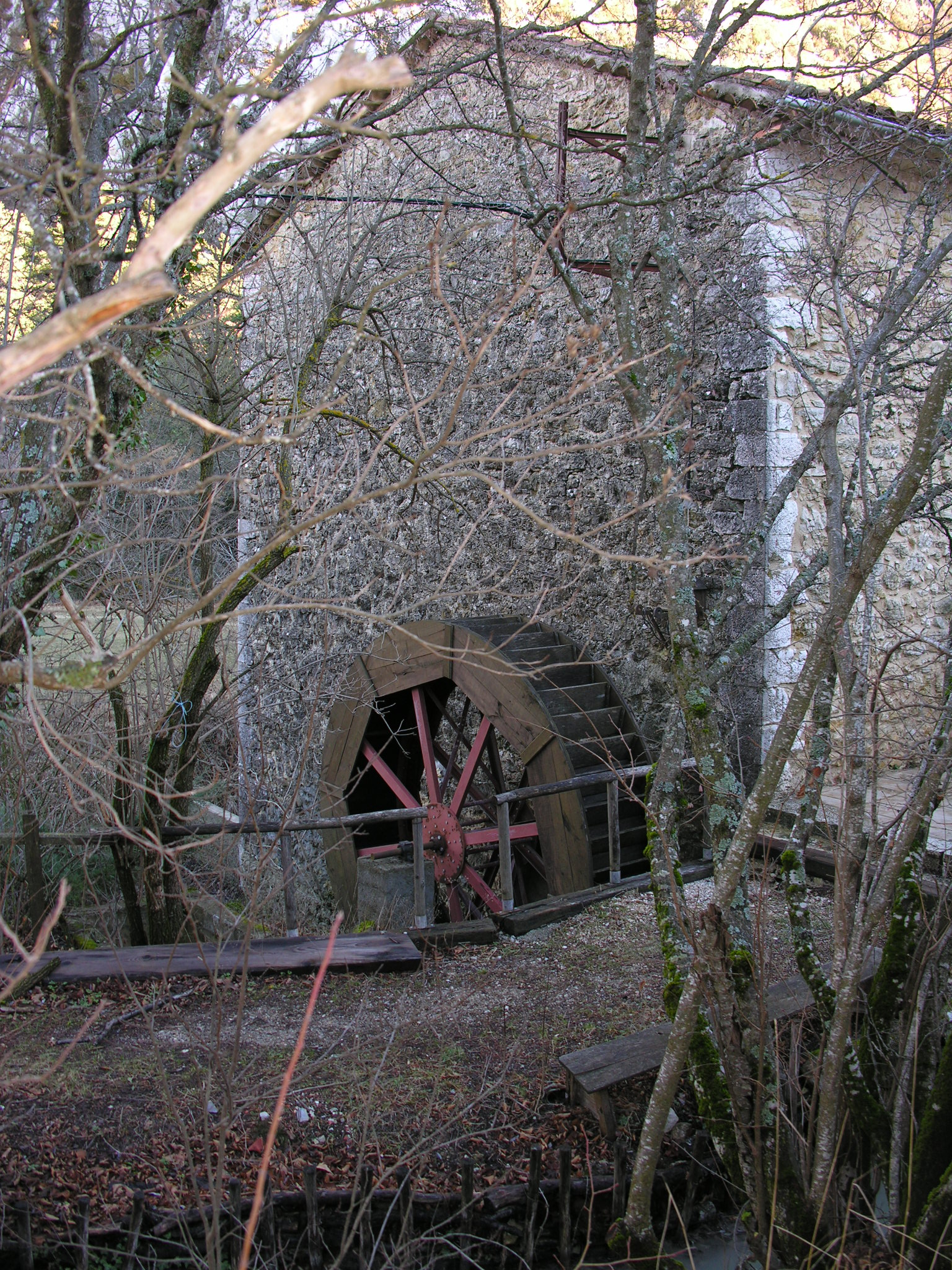
Ehemalige Mühle
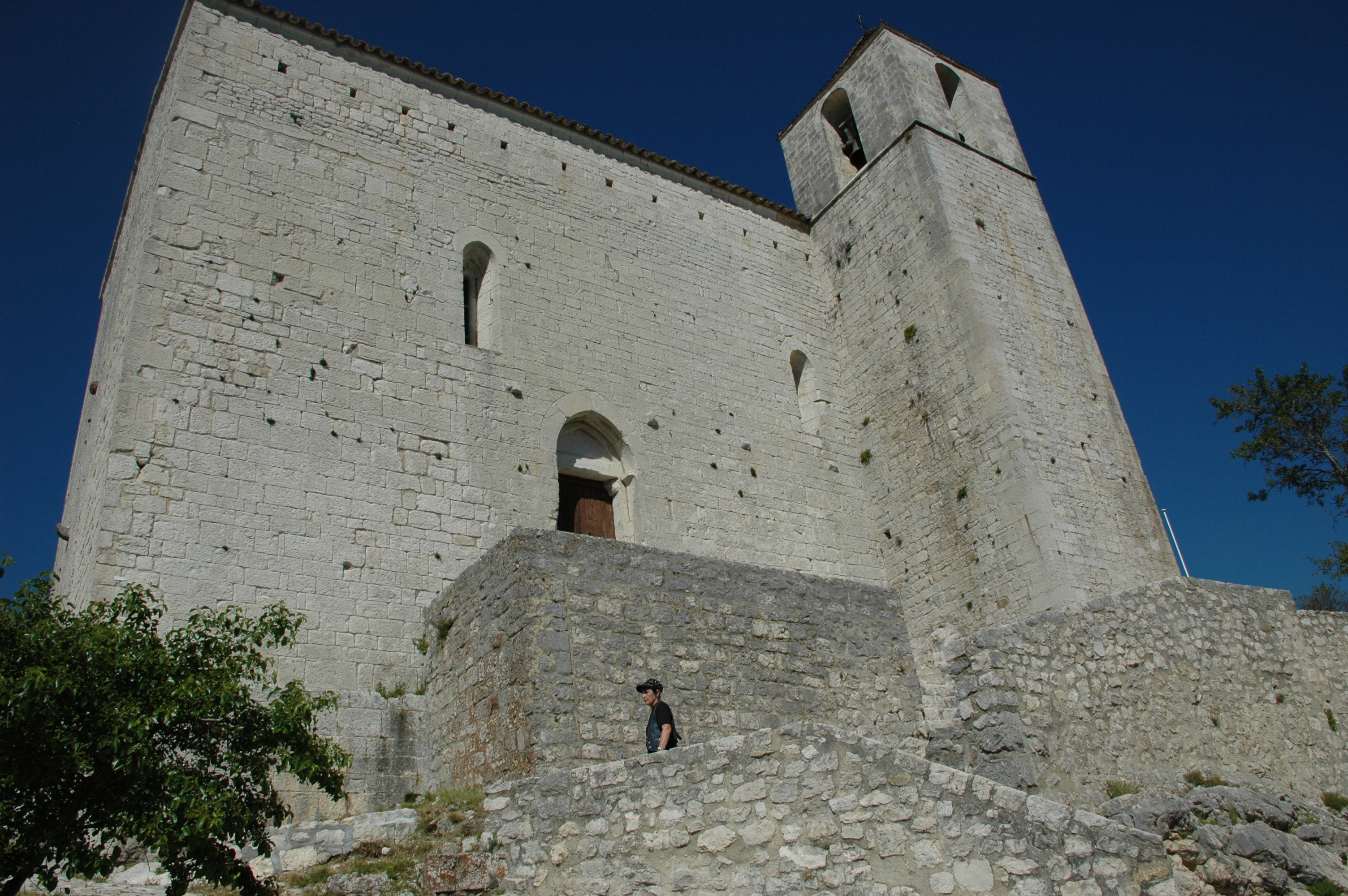
Templerkirche
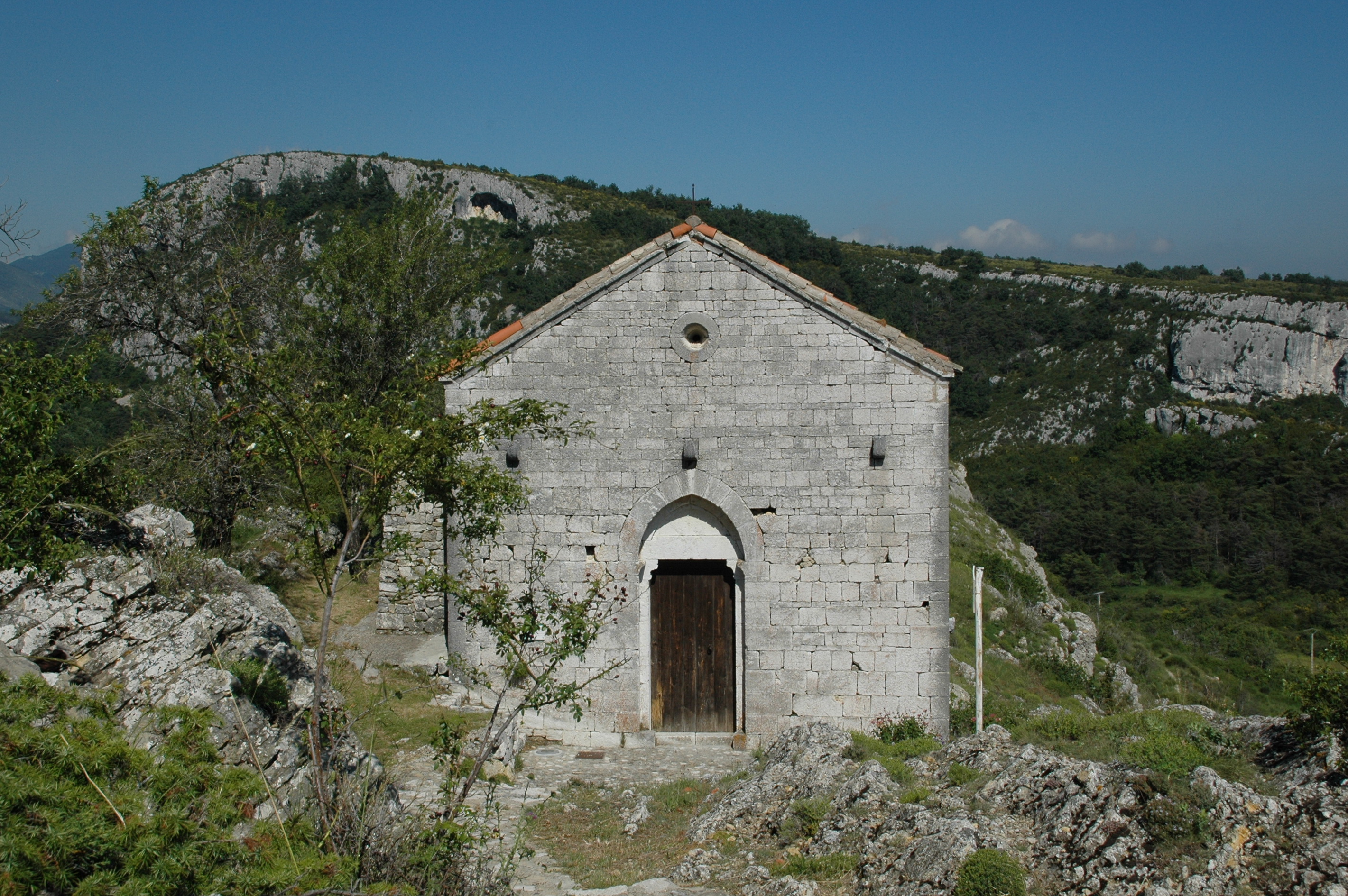
Kapelle Saint-Jean
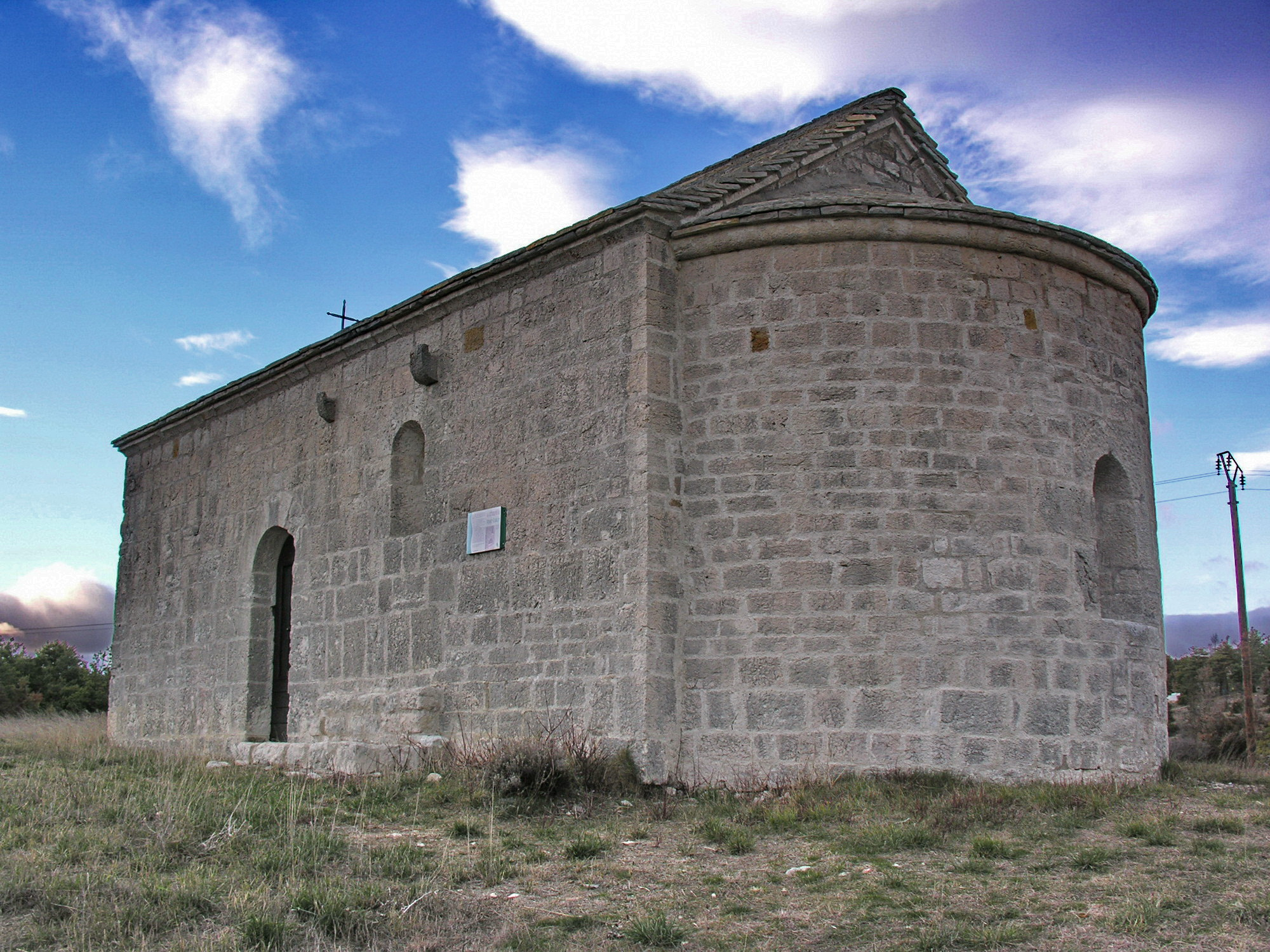
Kapelle Saint-Didier
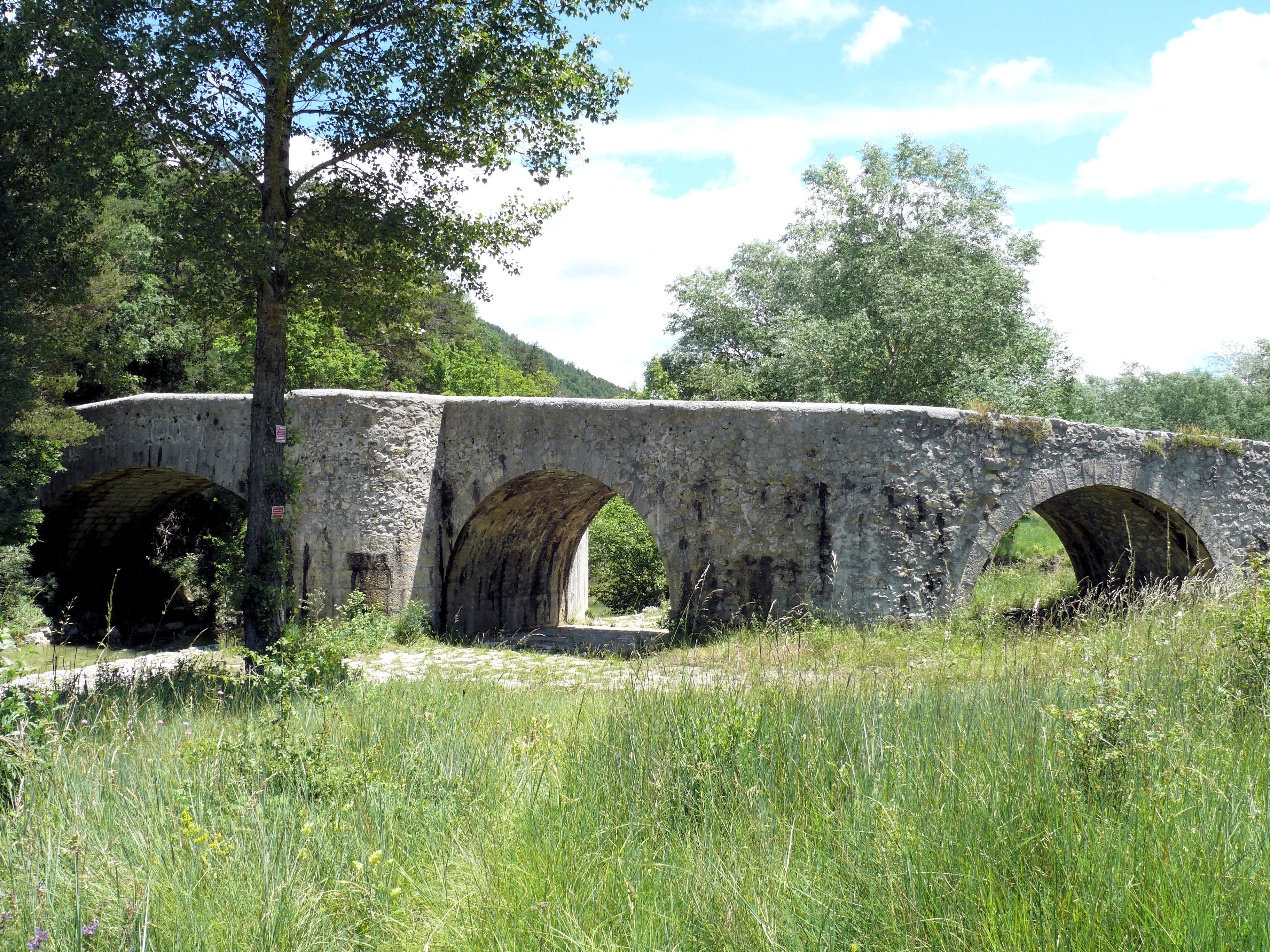
Brücke über den Artuby

## Persönlichkeiten
- Comps-sur-Artuby war die Heimat von Arnaud de Comps († 1163) und Bertrand de Comps († 1239/40), zwei Großmeistern des Malteserordens.
- Père Sauveur-André Pellas (1667–1727), Verfasser des 1723 in Avignon herausgegebenen Dictionnaire provençal et françois, des ersten Wörterbuchs der provenzalischen Sprache, wurde in Comps geboren.

## Wirtschaft
Früher war Comps-sur-Artuby ein wichtiger Markt- und Durchgangsort. Heute prägen Landwirtschaft und Tourismus das wirtschaftliche Leben.